# Бжезувка (Ясельський повіт)
Бжезувка (пол. Brzezówka) — село в Польщі, у гміні Тарновець Ясельського повіту Підкарпатського воєводства.
Населення — 489 осіб (2011).
У 1975—1998 роках село належало до Кросненського воєводства.

## Демографія
Демографічна структура станом на 31 березня 2011 року:
|          | Загалом | Допрацездатний вік | Працездатний вік | Постпрацездатний вік |
| -------- | ------- | ------------------ | ---------------- | -------------------- |
| Чоловіки | 230     | 43                 | 167              | 20                   |
| Жінки    | 259     | 44                 | 142              | 73                   |
| Разом    | 489     | 87                 | 309              | 93                   |